# Metilbromuro de homatropina
El metilbromuro de homatropina es una sal cuaternaria de amonio de metilhomatropina. Es un antagonista anticolinérgico que inhibe el receptor de acetilcolina muscarínico y por lo tanto el sistema nervioso parasimpático. No atraviesa la barrera hematoencefálica. Se utiliza para aliviar eficazmente espasmos intestinales y calambres abdominales, sin producir los efectos adversos de anticolinérgicos menos específicos. Se utiliza, además de la papaverina, como un componente de fármacos leves que ayudan a "limpiar" la bilis.
Ciertas preparaciones de fármacos tales como hidrocodona se mezclan con una pequeña cantidad subterapéutica de metilbromuro de homatropina para desalentar la sobredosis intencional.